# Blåbandsrörelsen i Sverige

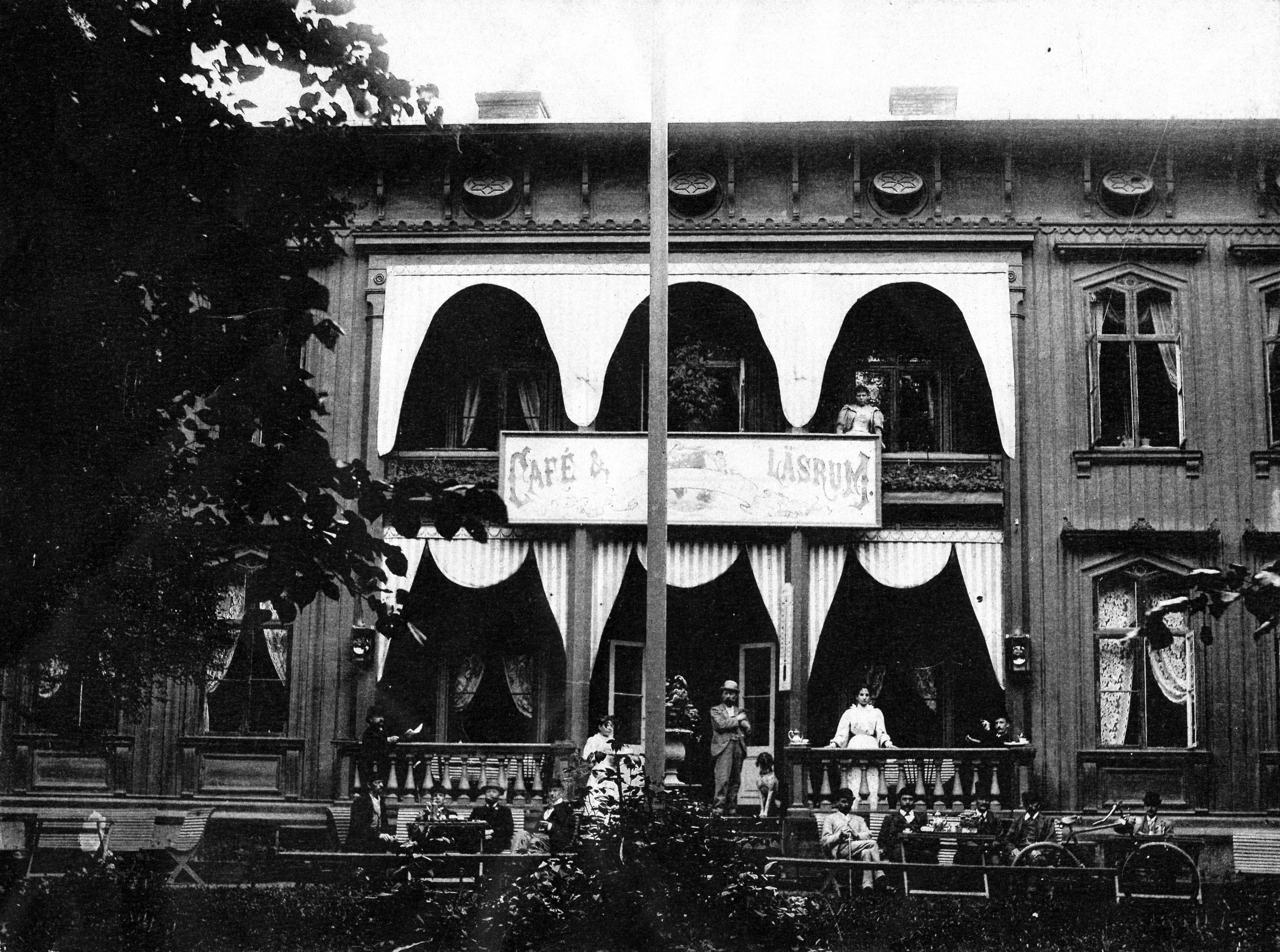
Blå Bandet-förening 1896, Allégatan i Göteborg.

Blåbandsrörelsen i Sverige är en nykterhetsrörelse, bestående av två organisationer: Sveriges Blåbandsförbund ("Blå Bandet") och Sveriges Blåbandsungdom. Man är en del av Internationella Blå Korset med medlemsorganisationer i 41 länder.
Blå Bandet är en demokratisk folkrörelse, som på kristen grund vill engagera människor för personlig helnykterhet och verka för ett samhälle byggt på solidaritet och jämställdhet, socialt och internationellt engagemang. Blå Bandets vision är ett tryggt samhälle fritt från alkohol och andra droger där alla människor har lika värde.

## Historia

### Sverige

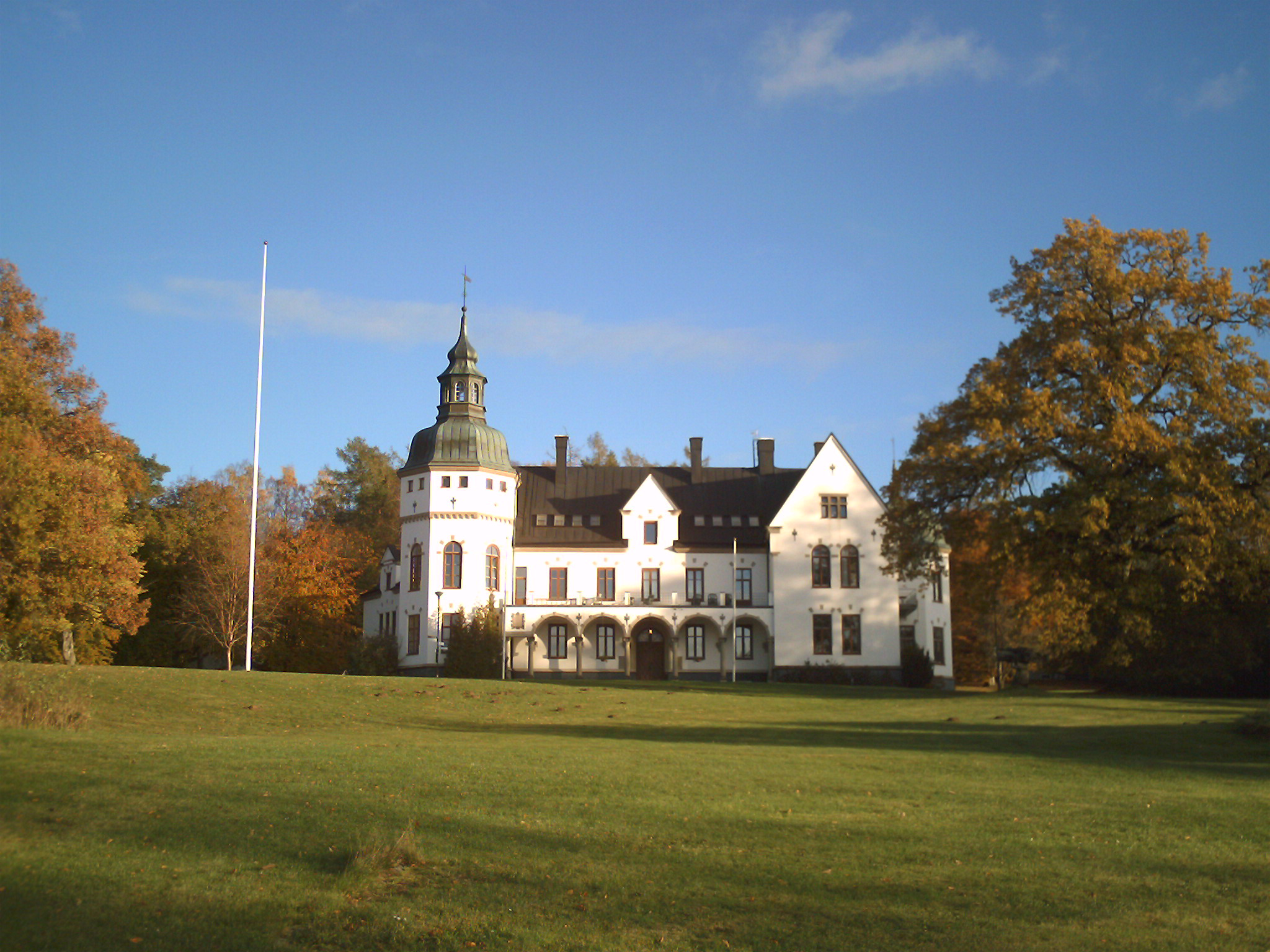
Hellidens slott där det finns en folkhögskola.

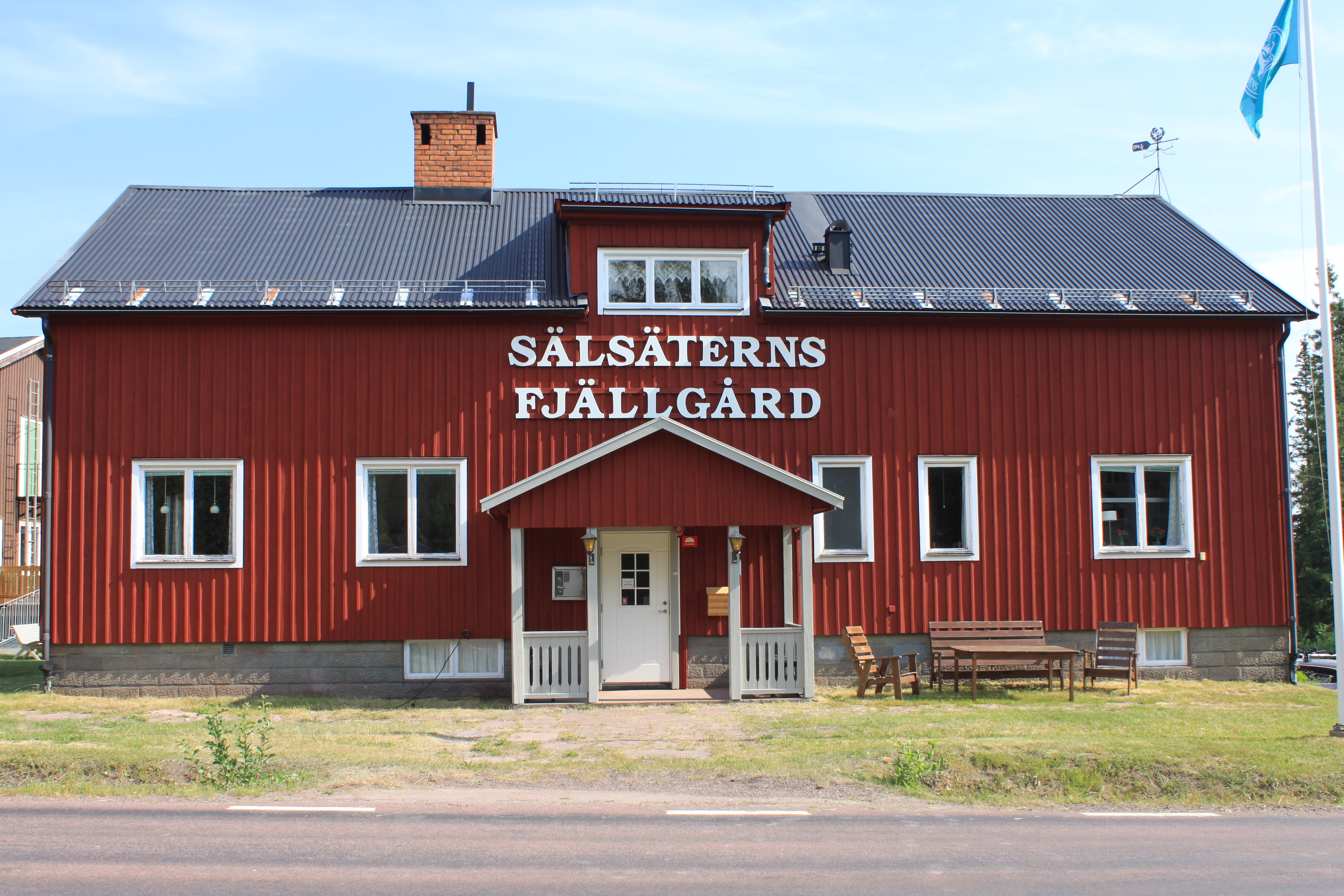
Sälsäterns fjällgård i Lindvallen i Sälenfjällen. Fjällgården drivs av Blåbandsungdomens Fjällstugeförening. Huvudbyggnaden.

I samband med en resa till Kanada med IOGT kom Oskar Eklund i kontakt med Blåbandsrörelsen, varpå han 1883 startade tidskriften Blå Bandet hemma i Sverige. År 1884 bildades den första svenska blåbandsföreningen i Göteborg av Beatrice och Axel Dickson. År 1886 samlades ombud från de lokala blåbandsföreningarna i Sankt Paulskyrkan i Stockholm och bildade en riksorganisation, Sveriges Blåbandsförening, senare Sveriges Blåbandsförbund (SBF). År 1909 bildades Sveriges Blåbandsungdom (SBU).
Inom Blåbandsrörelsen har man en rad anläggningar, som Hellidens folkhögskola i Tidaholm, Sälsäterns fjällgård vid Lindvallen i Sälenfjällen och konferensanläggningen Princess Hall i Stockholm.
Blåbandsrörelsen delar vartannat år ut Oskar Eklund-priset för opinionsbildande insatser i alkoholfrågan. Pristagare är bland andra Erik Edin,  Bengt Göransson, Benny Haag och Therese Eriksson.